# Ibrahim Walidjo
Ibrahim Walidjo Wassia (Yaoundé, 2 aprile 1989) è un ex calciatore camerunese, di ruolo difensore.

## Carriera

### Club
L'8 agosto 2018 viene acquistato a titolo definitivo dalla squadra kosovara del Liria.

### Nazionale
Nel 2012 ha giocato una partita con la nazionale camerunese.